# 16034 Prechoudhary
16034 Prechoudhary este o planetă minoră (asteroid), cu un diametru de 4,199 km, din centura de asteroizi. A fost descoperită pe 24 martie 1999 la Experimental Test Site⁠(d) de Lincoln Near-Earth Asteroid Research. 
Obiectul prezintă o orbită caracterizată de o semiaxă mare de 2,465516 UAi, o excentricitate de 0,11, o înclinație de 4,75859 ° în raport cu ecliptica.